# ديديه زوكورا

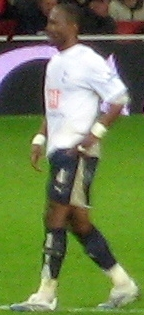
ديديه زوكورا

ديديه زوكورا (بالفرنسية: Didier Zokora)‏، من مواليد 14 ديسمبر 1980 في أبيدجان في ساحل العاج، لاعب كرة قدم عاجي.
بدأ مسيرته الكروية مع نادي أسيك ميموساس في موسم 1999/2000، وفي عام 2000 انتقل إلى نادي غنك البلجيكي، ولعب معهم حتى عام 2004، وشارك معهم في 126 مباراة وسجل هدف واحد، وفي عام 2004 انتقل إلى نادي سانت إتيان الفرنسي، ولعب معهم حتى عام 2006، وشارك معهم في 66 مباراة وسجل هدفين، ثم لعب لعدة أندية مثل توتنهام وإشبيليه. لعب مع منتخب ساحل العاج لكرة القدم منذ عام 2000 وحتى عام 2014.

## روابط خارجية
- ديديه زوكورا على موقع الاتحاد الدولي (مؤرشف)  (الإنجليزية)
- ديديه زوكورا على موقع الاتحاد الأوربي (الإنجليزية)
- ديديه زوكورا على موقع اتحاد تركيا (لاعب) (الإنجليزية)
- ديديه زوكورا على موقع قاعدة بيانات كرة القدم.إي يو (الإنجليزية)
- ديديه زوكورا على موقع ناشيونال فوتبول تيمز (الإنجليزية)
- ديديه زوكورا على موقع Soccerbase.com (لاعب) (الإنجليزية)
- ديديه زوكورا على موقع Soccerway.com (الإنجليزية)
- ديديه زوكورا على موقع عالم كرة القدم.نت (الإنجليزية)
- ديديه زوكورا على موقع كووورة
- ديديه زوكورا على موقع AS.com (الإسبانية)